# Microchilus libanoensis
Microchilus libanoensis är en orkidéart som beskrevs av Paul Ormerod. Microchilus libanoensis ingår i släktet Microchilus och familjen orkidéer. Inga underarter finns listade i Catalogue of Life.